# Margaret Cuomo
Margaret I. Cuomo (nascida em 29 de março de 1955) é uma radiologista, autora, filantropa, advogada e blogueira americana sobre questões de saúde, especialmente aquelas relacionadas à prevenção do câncer . Ela é filha do ex-governador de Nova iorque Mario Cuomo e da ex- primeira-dama de Nova York Matilda Cuomo, e irmã do atual governador de Nova York, Andrew Cuomo, e do jornalista Chris Cuomo . Ela reside em Nova iorque.

## Biografia
Cuomo nasceu em Nova Iorque com o ex-governador de Nova iorque Mario Cuomo e a ex- primeira dama de Nova iorque Matilda Cuomo .Ela cresceu em Albany e Holliswood, Queens, Nova Iorque, com seus quatro irmãos, Andrew, Maria, Madeline e Chris .
Frequentou o ensino médio na Jamaica Estates e se formou na Mary Louis Academy, turma de 1973. Ela se formou na St. John's University e recebeu um diploma de MD do SUNY Downstate Medical Center no Brooklyn, Nova York em 1981.

## Carreira profissional
Cuomo é um radiologista certificado do conselho que praticou no North University University Hospital em Manhasset, Nova Iorque. Ela se especializou em imagem corporal, envolvendo TC, ultrassom, ressonância magnética e procedimentos intervencionistas, grande parte de sua prática foi dedicada ao diagnóstico de câncer e AIDS .
Margaret Cuomo foi entrevistado e / ou apresentado em revistas e jornais, incluindo Better Homes and Gardens, Education Update, Family Circle, Glamour, InStyle, Manhattan, Metro Newspapers, Networking, New York Daily News, OK!, Parade, People, Prevention, Redbook, Vogue e Dia da Mulher e sites on-line, incluindo DoctorOz.com, Glamour.com, DailyBeast.com e Prevention.com.
Margaret Cuomo fez o discurso de formatura no Dowling College em 18 de maio de 2013, onde também recebeu o título honorário de Doutor em Ciências.

## Autorias
O livro de Margaret Cuomo, Um mundo sem câncer(em inglês,A world without cancer):mundo e a real promessa de prevenção, foi publicado em outubro de 2012 por Rodale . O livro pede uma melhor coordenação entre os esforços de pesquisa acadêmica e governamental e a eliminação da burocracia desnecessária. O livro também pede que a prevenção do câncer seja uma prioridade dos EUA, estabelecendo um Instituto Nacional de Prevenção do Câncer, nos Institutos Nacionais de Saúde, para coordenar a pesquisa.Margaret Cuomo aborda os pontos fracos com os métodos de rastreamento do câncer, as práticas recomendadas pelos médicos e as informações fornecidas aos pacientes sobre o câncer.Margaret Cuomo defende melhores esforços das empresas farmacêuticas para prevenir o câncer através da detecção precoce, vacinas eficazes e novos meios de proteger o sistema imunológico.Margaret Cuomo também faz recomendações de estilo de vida para reduzir o risco de câncer. A Revista Glamour a entrevistou sobre o livro em 10 de outubro de 2012.
Margaret Cuomo contribui com posts de blog focados na prevenção do câncer, no impacto econômico do câncer e na necessidade de reforma. Ela também contribui para o WebMD. Cuomo tem uma pontuação de Muckety de 60.

### Livros
- Cuomo, MI (2012). Um mundo sem câncer: a criação de um novo mundo e a real promessa de prevenção. Rodale, Inc.

Além de seu trabalho relacionado à prevenção do câncer, Cuomo apoiou várias iniciativas para apoiar o ensino da língua italiana nos Estados Unidos. Ela é a fundadora da Italian Language Foundation .

## Honras
Cuomo é um homenageado da Associação de Educadoras Italianas Americanas (2003, 2005) e da Organização Nacional das Mulheres Italianas Americanas (2004). Em 2011, Cuomo foi premiado com o "Comendador da Ordem da Stella da Solidariedade Italiana", a " Ordem da Estrela da Solidariedade Italiana ", por Giorgio Napolitano, presidente da Itália .

## Associações
Cuomo é membro do Conselho de Revisão Médica do Huffington Post . Ela também é membro do Conselho Consultivo da Universidade de Princeton, francês e italiano. Em 2007, ela foi listada como membro do Conselho Consultivo Nacional das Aldeias de Idiomas de Concordia. Cuomo foi membro do conselho da LessCancer.org 2013-2016.
Cuomo se casou com Peter Perpignano em 10 de outubro de 1982. Mais tarde eles se divorciaram. Eles têm uma filha, Christina Cuomo Perpignano.
Em 20 de fevereiro de 1994, Cuomo casou-se com Howard Simon Maier. Eles têm uma filha, Marianna Cuomo Maier.